# Dinastía Chola
La dinastía Chola (tamil: சோழர் குலம்; IPA pronunciation: ['ʧoːɻə]) que era de origen tamil, gobernó en la India meridional hasta el siglo XIII de nuestra era. La dinastía se originó en el valle fértil del río Kaveri.
Karikala Chola fue el más famoso entre los reyes del periodo temprano de la dinastía Chola, mientras que Rajaraja Chola, Rajendra Chola y Kulothunga Chola llegaron a ser emperadores famosos en el periodo medieval.
La dinastía Chola alcanzó su máximo apogeo durante los siglos X y XII de nuestra era. Bajo el gobierno de Rajaraja Chola I (Rajaraja el grande) y de su hijo Rajendra Chola, la dinastía logró un gran desarrollo militar, económico y cultural en Asia.
El territorio se expandió desde las islas Maldivas en el sur hasta los límites del río Ganges en el norte de Bengala. Rajaraja Chola conquistó el sur de la India, anexó partes de Sri Lanka y ocupó las islas Maldivas. Rajendra Chola también realizó incursiones contra los reinos ubicados en el archipiélago malayo. El poder de la dinastía Chola declinó alrededor del siglo XIV siglo con la subida de los Pandyas y de los Hoysala.
Los Cholas dejaron tras de sí una herencia que hoy en día se ve reflejada en la región. Su protección brindada a la literatura y su celo en la construcción de los templos, dieron lugar a la creación de grandes trabajos de arquitectura y al desarrollo de la poesía tamil. Los reyes Chola eran constructores ávidos y la presencia de los templos en sus reinos no solo obedecían a ser lugares de adoración, sino también centros de la actividad económica, beneficiando a la comunidad en general. Iniciaron una forma de gobierno centralizado y establecieron una burocracia disciplinada.

## Orígenes
No hay información definida sobre los orígenes de la palabra Chola. Las menciones en la literatura temprana de Sangam (150 d. C.) indican que los primeros reyes de la dinastía anteceden al año 100 d. C. Parimelalagar, anotador del texto clásico Tamil Tirukkural, menciona que este podría ser el nombre de un antiguo clan. Lo más probable es que ésta, además de Cheras y Pandyas, era el nombre de la familia o del clan predominante en el territorio. Se han hecho tentativas de conectar el término Chola con la palabra sánscrita Kala (negro) y con Kola, que en los periodos tempranos señalaba a la población prearia de la India meridional, que se caracterizaba por el color oscuro de su piel.

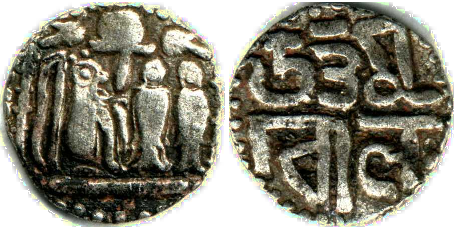
Moneda de plata de Uttama Chola.

De la historia del Imperio Chola existe escasa evidencia escrita disponible. Los historiadores durante los últimos 150 años han tratado de conocer acerca de este pueblo valiéndose de una variedad de fuentes posibles, tales como la literatura antigua tamil de Sangam, tradiciones orales, inscripciones en los textos religiosos, en los templos y en placas de cobre. La fuente principal de información disponible de los Cholas en su periodo inicial es la literatura temprana Tamil del período Sangam. Hay también breves menciones acerca del país, sus ciudades, puertos y comercios consignados en el Periplus Maris Erythraei.
Periplus fue el trabajo de un comerciante anónimo de Alejandría, escrito en la época de Domiciano (81-96 d. C.) y contiene alguna información acerca del país Chola. Un siglo después, el geógrafo Ptolemeo brinda más detalles sobre el país, su puerto y sus ciudades interiores. Mahavamsa, un texto budista, enumera una serie de conflictos entre los habitantes de Ceilán y los inmigrantes tamiles.
Chola es mencionada en los pilares de las inscripciones del rey Ashoka (inscrito entre los años 273-232 a. C.), y trata acerca de la existencia de una relación amistosa entre los reinos.

## Historia
La historia de la dinastía Chola está basada en cuatro períodos: el periodo temprano Chola de la literatura de Sangam, el inter-reino entre la caída de los reyes del periodo temprano y los reyes medievales antes de Vijayalaya Chola (C. 848 d. C.), el periodo medieval de la dinastía de Vijayalaya, y finalmente el periodo de la dinastía de Chalukya Chola de Kulothunga Chola I del siglo III-IV hasta el siglo XI.

### Periodo temprano
De los primeros reyes de Chola existe evidencia tangible en la literatura Sangam. Los eruditos convienen generalmente que esta literatura pertenece al siglo I de nuestra era. La cronología interna de esta literatura no se encuentra bien definida con relación a su espacio histórico. La literatura Sangam está llena de nombres de reyes y de príncipes, y de los poetas que pertenecen a la época.
A pesar de ser una literatura rica que representa la vida y el trabajo de esta gente, todavía no puede equipararse al periodo histórico correspondiente.
La literatura Sangam está llena de leyendas sobre los reyes míticos de Chola. El rey Chola era mirado como un ser que descendía del Sol. Estos mitos hablan acerca del rey Kantaman de Chola, supuesto contemporáneo del sabio Agastya. Dos nombres sobresalen como prominentes entre esos reyes de Chola conocidos en la literatura Sangam: Karikala Chola y Kocengannan.
No existen medios seguros para definir la orden de sucesión, ni de fijar sus relaciones de uno con otro y con muchos otros príncipes del mismo periodo. La ciudad de Urayur (cerca de Thiruchirapalli) era su capital.

### Inter-reino
Poco se sabe sobre el período de transición, alrededor del siglo III de acuerdo a la edad Sangam (C. 300 d. C.), en las cuales los Pandyas y los Pallavas dominaban el país Tamil. Una dinastía desconocida, los Kalabhras, invadió el país Tamil, desplazando a los reinos existentes y gobernando por espacio de tres siglos.
Posteriormente éstos fueron desplazados por los Pallavas y los Pandyas en el siglo VI d. C. Poco se sabe sobre el pueblo Chola durante estos tres siglos hasta la llegada de Vijayalaya en el segundo trimestre del siglo IX.
La literatura de la época apenas proporciona algunas datos relativos a las transformaciones que surgieron durante este intervalo largo de tiempo. Lo más seguro es que cuando el poder de los Cholas disminuye, los Pandyas y los Pallavas aprovechando esta circunstancia se levantan en el norte y en el sur, lo que obliga a esta dinastía a buscar refugio y la protección de sus rivales más cercanos.
Los Pallavas y los Pandyas al parecer lograron separarse de los Cholas, sin embargo, es posible por su reputación, que aceptaran princesas de origen Chola en unión matrimonial, además de empleadas a su servicio.
El peregrino chino Xuanzang, que pasó varios meses en Kanchipuram durante los años 639 - 640 d. C., escribe sobre el “reino de Culi-ya”. Las numerosas inscripciones de los Pallavas, los Pandyas y los Chalukya de este período, mencionan sobre la conquista “del país de Chola”. A pesar de esta pérdida de influencia y poder, es inverosímil creer que el reino Chola haya perdido su hegemonía en el territorio que rodeaba Urayur, su capital. Vijayalaya devolvió la prominencia a esta área geográfica.
Alrededor del siglo VII, un reino Chola prosperó en la actual Andhra Pradesh. Este reino de Telugu Cholas se remonta al periodo Sangam temprano. Sin embargo, no se tiene nada definido acerca de su conexión al periodo temprano del reino de Chola.
Es posible que una rama Tamil Chola haya emigrado al norte durante la época de los Pallavas a fin de establecer un reino propio, lejos de las influencias dominantes de los Pandyas y de los Pallavas.

### Chola medieval

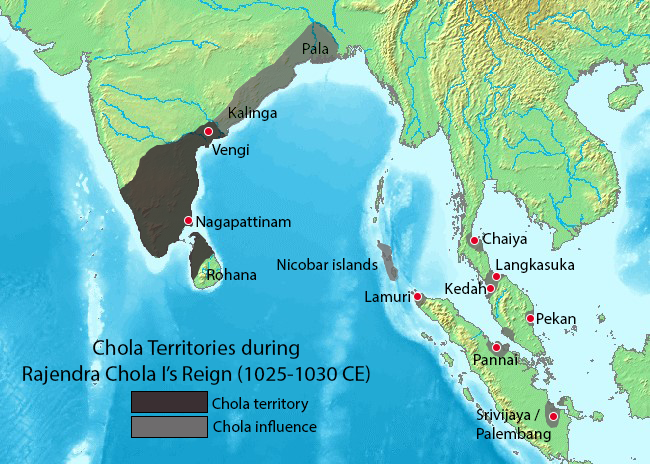
Territorio Chola durante Rajendra Chola I.

Mientras que por un lado existe poca información confiable relativa a los Chola durante el período que comprende a las dinastías tempranas de Chola y de Vijayalaya, hay una abundancia de materiales con referencia a Vijayalaya y a las dinastías de Chalukya Chola. Una gran cantidad de inscripciones en piedra realizada por ellos mismos y por los reyes de los reinos rivales, Pandyas y Chalukyas, y grabaciones en placas de cobre, han sido instrumentos importantes al construir la historia del pueblo Chola durante ese período.
Alrededor del año 850 d. C., Vijayalaya se levantó en armas y aprovechó una oportunidad resultante de un conflicto entre los Pandyas y Pallavas, [21] la ciudad de Thanjavur fue capturada y estableció una eventual línea imperial en el periodo medieval.
La dinastía Chola estaba en el máximo desarrollo de su influencia y poder durante el período medieval. Grandes reyes, como Rajaraja Chola I y Rajendra Chola ocuparon el trono, y bajo su visión y dirección el reino de Chola se expandió más allá de los límites tradicionales de un reino Tamil. En su apogeo, el imperio Chola abarcó desde la isla de Sri Lanka en el sur hasta las orillas del río Godavari en el norte. Los reinos a lo largo de la costa este de la India hasta el río Ganges reconocieron la soberanía feudal de los Chola. Las fuerzas marítimas de Chola invadieron y conquistaron Srivijaya en el archipiélago malayo.
Durante este período, los Cholas fueron constantemente asediados por los Sinhalas, pueblo muy combativo que procuró en cada momento derrocar la ocupación Chola en Sri Lanka, por los príncipes de Pandya que intentaron ganar la independencia para sus territorios tradicionales, y por las ambiciones cada vez mayores de los Chalukyas en el Deccan occidental.
Este período se caracteriza por la guerra constante entre los Chola y estos pueblos antagonistas. Un equilibrio de poder existió entre los Chalukyas y los Cholas, y existió una aceptación tácita al considerar al río Tungabhadra como el límite entre los dos imperios. Sin embargo, el fondo de la contención entre estos dos poderes era la influencia cada vez mayor de los Chola en el reino de Vengi.

### Chola Chalukya

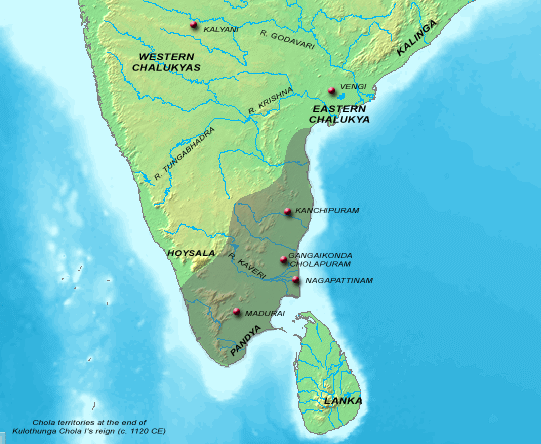
Territorio Chola durante Kulothunga Chola I.

Las alianzas políticas y matrimoniales entre los reyes del este de Chalukya alrededor de Vengi situado en las orillas del sur del río Godavari comenzaron durante el reinado de Rajaraja tras la invasión de Vengi. La hija de Rajaraja Chola se casó con el príncipe Vimaladitya. También casaron a la hija de Rajendra Chola con un príncipe del este de Chalukya, Rajaraja Narendra. Asesinaron a Athirajendra Chola hijo de Virarajendra Chola en un disturbio civil en el año 1070 y Kulothunga Chola I ascendió al trono de Chola, comenzaba así la dinastía de los Chalukya Chola. Kulothunga era un hijo del rey Rajaraja Narendra de Vengi.
La dinastía de Chalukya Chola tuvo gobernantes muy capaces en Kulothunga Chola I y Vikrama Chola; sin embargo, la declinación del poder comenzó prácticamente durante este período. Se pierde el control de la isla de Sri Lanka y son expulsados por el renacido poder de los Sinhala. Alrededor del año 1118 perdieron el control de Vengi (conquistado por el rey occidental Vikramaditya VI de Chalukya) y Gangavadi (distritos meridionales de Mysore) debido al poder cada vez mayor del rey Hoysala Vishnuvardhana, un feudatario Chalukya.
En los territorios Pandyas, la carencia de una administración central que los controlaba, incitó a un número de demandantes al trono de Pandya a provocar una guerra civil en la cual los Sinhalas y los Chola fueron desplazados del poder. Durante el siglo pasado los Cholas, colocaron a un ejército de origen Hoysala con carácter permanente en Kanchipuram para protegerlos contra la influencia cada vez mayor de los Pandyas.
Los Cholas, bajo el reinado de Rajendra Chola III, experimentaron cambios continuos. A finales del siglo XII, la influencia cada vez mayor de los Hoysalas sustituyó el poder de los Chalukyas que declinaba como protagonista principal en el norte. Los feudatarios locales también llegaban a ser suficientemente capaces para desafiar la autoridad central de los Chola. El reino Chola fue expuesto a los asaltos tanto externos como internos. Los Pandyas en el sur se habían levantado llegando a desarrollar un gran poderío.
Los Hoysalas en el oeste amenazaron la existencia del imperio Chola. Rajendra intentó sobrevivir alineándose con los poderes emergentes alternadamente. Al final del reinado de Rajendra, el imperio Pandya estaba en la apogeo de su prosperidad y había tomado el lugar del imperio Chola a los ojos de los observadores extranjeros.
No hay evidencia alguna que Rajendra fuera sucedido inmediatamente por otro príncipe Chola. El imperio Chola fue absorbido totalmente por el imperio Pandya.

## Gobierno y sociedad

### El país

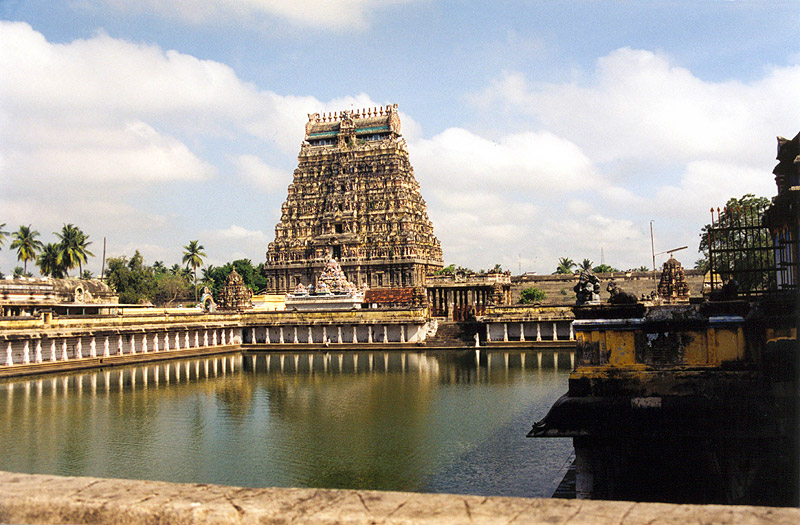
Templo de Nataraja en Chidambaram.

Según la tradición Tamil, el viejo país de Chola abarcó la región que incluye el hoy moderno Tiruchirapalli, y los distritos de Thanjavur en el estado de Tamil Nadu (país de los tamiles). El río Kaveri y sus tributarios dominan este paisaje del país generalmente plano que se inclina gradualmente hacia el mar, por las colinas o los valles importantes. El río Kaveri, que también era conocido como río Ponni (de oro), tenía un lugar especial en la cultura de los Chola. Las inundaciones anuales en el río Kaveri marcaron una fecha especial para la celebración, el Adiperukku, en el cual la nación entera participaba, desde el rey hasta el campesino más humilde.
Kaverippattinam en la costa, cerca del delta del río Kaveri, era una ciudad portuaria muy importante. Ptolemeo sabía de esta y de otra ciudad portuaria llamada Nagappattinam, consideradas como los centros más importantes de los Chola. Estas dos ciudades cosmopolitas se convirtieron en ejes del comercio y atrajeron muchas creencias religiosas, incluyendo el budismo. Las galeras romanas encontraron buen resguardo dentro de estos puertos. Monedas romanas fechadas en los primeros siglos se han encontrado cerca del delta del río Kaveri.
Otras ciudades principales eran Thanjavur, Urayur y Kudanthai. Después de que Rajendra Chola trasladara su reino a Gangaikonda Cholapuram, la ciudad de Thanjavur perdió prestigio. Los últimos reyes de Chola de la dinastía de Chalukya Chola se trasladaron con frecuencia alrededor de su país e hicieron de ciudades como Chidambaram, Madurai y Kanchipuram sus capitales regionales.

### Gobierno
En el periodo de los Chola, el sur de la India, estuvo por primera vez bajo un solo gobierno, cuando una tentativa seria fue realizada para hacer frente y solucionar los problemas de la administración pública. El sistema de gobierno de los Chola era monárquico, de acuerdo a la edad de Sangam. Sin embargo, había poco diferencia entre lo primitivo y común de la vida tribal de la época anterior, y los derechos casi Bizantinos -de Rajaraja Chola y sus sucesores- con sus numerosos palacios, y pomposidades asociados a la nueva corte real.

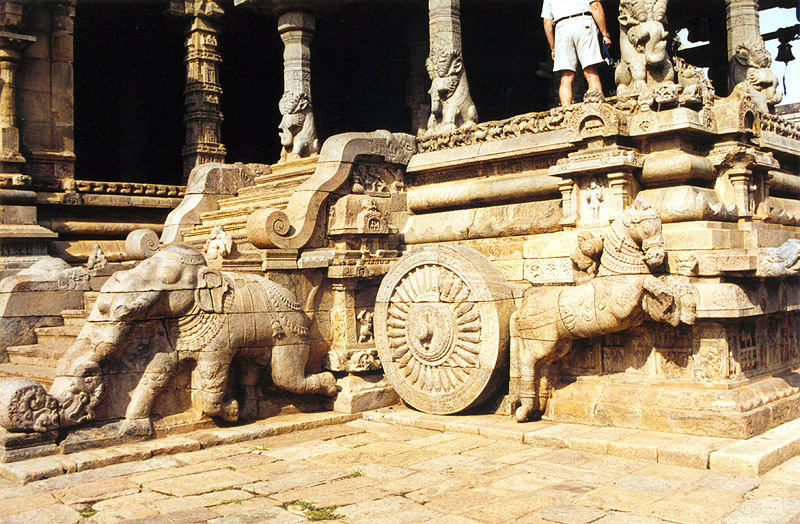
Detalles del templo de Brihadisvara en Thanjavur.

Entre los años 980 y 1150 d. C., el imperio Chola abarcó íntegramente el sur de la península india, abarcando del este al oeste de costa a costa, teniendo como frontera al norte por una línea irregular a lo largo del río Tungabhadra y la frontera del reino de Vengi. Aunque Vengi tenía una existencia política separada, estuvo siempre muy ligado al imperio Chola, para diversos propósitos (políticos, militares, comerciales), por lo que el dominio de Chola fue ampliado entonces hasta las orillas del río Godavari.
Thanjavur y Gangaikonda, y tiempo después Cholapuram eran las capitales imperiales. No obstante Kanchipuram y Madurai eran consideradas capitales regionales, a las cuales las cortes ocasionalmente fueron llevadas. El rey era el comandante supremo y dictador. Su papel administrativo consistió en publicar las órdenes orales a los oficiales responsables cuando las ocasiones lo requerían.
Una burocracia de gran alcance asistió al rey en las tareas de la administración y en la ejecución de sus órdenes. Debido a la carencia de una legislatura o de un sistema legislativo en el sentido moderno, la imparcialidad de las pedidos hacia el rey por su calidad de hombre, distaban mucho de ser imparciales y justos.
Todos los templos construidos por los reyes Chola y dotados de gran abundancia. Los templos actuaban no solo como lugares de adoración sino también como centros de la actividad económica, beneficiando a la comunidad entera.

### Gobierno local
Cada aldea era una unidad autónoma. Un número de aldeas constituían una entidad más grande conocida como kurram, nadu o kottram, dependiendo del área geográfica. Un número de kurrams formaba un valanadu. Estas estructuras experimentaron un cambio y refinamiento constante a lo largo de la historia de la dinastía.
La justicia era sobre todo una cuestión local, los conflictos de menor importancia eran administrados y solucionados a nivel de la aldea. El castigo para los crímenes de menor importancia se realizaba en forma de multas o indicaciones para que el delincuente donase cierta cantidad de dinero a la caridad. Incluso los grandes crímenes, como el homicidio involuntario o el asesinato, se penaban con multas. Los crímenes de Estado, como la traición, las juzgaba mismo rey; el castigo típico en estos casos era la ejecución o la incautación de los bienes.

### Comercio exterior
El pueblo Chola sobresalió en el comercio exterior y la actividad marítima, ampliando su influencia en zonas de ultramar como China y el Asia Sur-Oriental. Hacia finales del siglo IX, los países de la India meridional habían desarrollado una actividad marítima y comercial intensa. Los Chola, por su privilegiada posición geográfica que dominaban -desde las costas del este hacia las del oeste de la India peninsular- estaban a la vanguardia de estas empresas. La dinastía Tang de China, el imperio de Srivijaya en el archipiélago malayo bajo los Sailendras, y el Califato Abbasí en Bagdad eran los principales socios con los que negociaban.
Expedientes con informes pertenecientes a la dinastía Song mencionan que una embajada de Chulian (Chola) llegó a la corte china en el año 1077 d. C., y que llamaron al rey de Chulien en ese entonces Ti-hua-kia-bajo. Es posible que estas sílabas se refieran a “Deva Kulo [tunga]” (Kulothunga Chola I). Esta embajada fue de carácter comercial y fue altamente provechosa para los visitantes, que volvieron con 81.800 cadenas de monedas de cobre logradas a cambio de los artículos llevados como tributos, incluyendo artículos de cristal, y las codiciadas especias.
Una inscripción fragmentada Tamil encontrada en Sumatra cita el nombre de un gremio mercantil: Nanadesa Tisaiyayirattu Ainnutruvar (literalmente, “los quinientos de los cuatro países y las mil direcciones”), este fue un gremio mercantil famoso en el país Chola. La inscripción está fechada en el año 1088, indicando que había un comercio de ultramar activo durante el período Chola.

### Sociedad
Hay poca información sobre el tamaño y la densidad de la población durante el reinado Chola. La estabilidad abrumadora en la región permitió a la gente llevar una vida muy productiva y agraciada. Hay solamente un caso registrado de disturbio civil durante el largo período del reinado Chola. Sin embargo, había informes de hambruna causada por calamidades naturales.
La calidad de las inscripciones encontradas indica una presencia de alto nivel de instrucción y educación en la sociedad. El texto en estas inscripciones fue escrito por los poetas de la corte y grabado por los talentosos artesanos. La educación en el sentido contemporáneo no era considerada importante; hay evidencia circunstancial para sugerir que algunos consejos de la aldeas organizaron escuelas para enseñar los fundamentos de la lectura y de la escritura a los niños, aunque no hay evidencia del sistema educativo sistemático para las masas.
La educación vocacional estaba en el entrenamiento de carácter hereditario, en el cual el padre transmitía sus habilidades a sus hijos y así sucesivamente por generaciones. El lenguaje tamil era el medio de educación para las masas; la educación del sánscrito fue restringida a los brahmanes). Los monasterios religiosos (matha o gatika) eran los centros de aprendizaje, que fueron apoyados por el gobierno.

## Aportes culturales

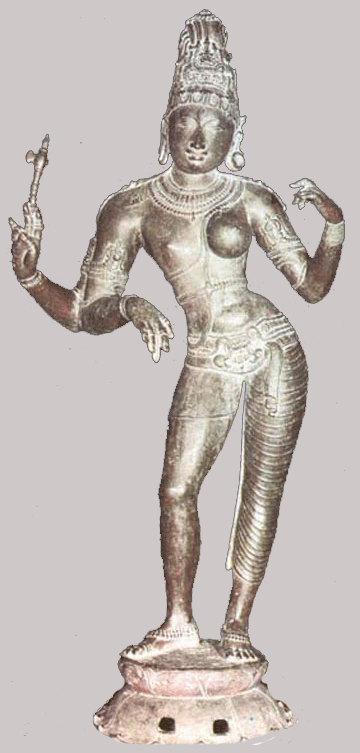
Bronce del periodo chola: el dios Shivá en la forma de Ardhanarisvara.

Bajo los Chola, el país de los tamiles alcanzó la excelencia en el arte, la religión y la literatura. En todas estas esferas, el período Chola marcó la culminación de los movimientos que habían comenzado en una edad anterior bajo los Pallavas. Tanto la arquitectura monumental —expresada en forma de templos majestuosos— como la escultura en piedra y bronce nunca alcanzaron tan gran delicadeza en la India.
Los Chola sobresalieron en la actividad marítima, tanto en el campo militar como en el mercantil. Su conquista de Kadaram (Kedah) y de Srivijaya y sus contactos continuos con el imperio chino, permitieron influenciar la cultura local. Gran parte de la influencia cultural hindú extendida por el Asia suroriental fue herencia de la actividad de los Chola.

### Arte
Los Chola continuaron la tradición de edificación de templos de la dinastía de los Pallava y contribuyeron notablemente al diseño del templo dravídico. Construyeron numerosos templos por todo su reino. Aditya I levantó un buen número de templos dedicados a Shivá a lo largo de las riberas del río Kaveri. Estos templos, sin embargo, no fueron de gran escala hasta finales del siglo X.
La edificación de templos recibió gran ímpetu de las conquistas y el genio de Rajaraja Chola y de su hijo Rajendra Chola I. La madurez y la grandeza desarrollada en la arquitectura se muestra en los dos templos de Tanjavur y de Gangaikondacholapuram. El magnífico templo de Thanjavur, dedicado a Shivá y que se terminó alrededor del año 1009, es un monumento a los logros materiales del reinado de Rajaraja. Es el más grande y más alto de todos los templos indios de su tiempo y se considera la cumbre de la arquitectura de la india meridional.
El templo de Gangaikondcholapuram, creación de Rajendra Chola, fue pensado para superar al anterior. Se acabó de levantar alrededor del año 1030, apenas dos décadas después del templo en Thanjavur y con el mismo estilo. El mayor detalle en la decoración atestigua la opulencia del imperio Chola bajo el reinado de Rajendra.
El período Chola es también notable por sus esculturas y bronces. Entre las piezas que se conservan en los museos de todo el mundo y en los templos del sur de la India, se pueden encontrar abundantes representaciones del dios Shivá en varias formas, tales como el dios Vishnú y su consorte Lakshmī. Aunque se ciñeron generalmente a las convenciones iconográficas establecidas por la larga tradición, los escultores trabajaron con mayor libertad durante los siglos XI y XII y alcanzaron una gran belleza y grandeza en sus creaciones, que se considera clásica. El mejor ejemplo de esto se encuentra en la figura de Nataraja, el bailarín divino.

### Literatura
La edad imperial de los Chola (entre los años 850-1200) fue la edad de oro de la cultura tamil, marcada por el importante desarrollo de la literatura. Las inscripciones acerca de los Chola citan muchos de estos trabajos, y es una tragedia que la mayor parte de estos se hayan perdido.
El renacimiento del hinduismo durante los Kalabhras estimuló la construcción de numerosos templos y de estos a su vez surgió la literatura piadosa de Saiva y de Viashnava. Los autores budistas y jainistas prosperaron también en esta época, aunque se contaban en menor número que en los siglos anteriores. Jivaka-chintamani de Tirutakkadevar y Sulamani de Tolamoli están entre las personas notables que representan a los autores no Hindúes. El arte de Tirutakkadevar es marcado por la gran calidad de la poesía. Se considera que sirvió como modelo para Kamban al realizar su obra maestra Ramavatharam.
Kamban prosperó durante el reinado de Kulothunga Chola III. [49] ya que su obra Ramavatharam es la epopeya más grande de la literatura Tamil, y aunque el autor indica que siguió a Valmiki, su trabajo no es ninguna traducción mera o adaptación simple de la epopeya sánscrita: Kamban impone en su narración el color y el paisaje de su propio tiempo; su descripción de Kosala es una descripción idealizada de las características del país Chola.
La obra maestra Kalingattuparani de Jayamkondar es un ejemplo de la poesía narrativa que dibuja un límite claro entre la historia y las narraciones ficticias. Esta describe los acontecimientos ocurridos durante la guerra de Kulothunga Chola I en Kalinga y representa no solo la pompa y las circunstancias de la guerra, sino además los detalles espantosos en el campo de batalla. El poeta famoso Tamil Ottakuttan era un contemporáneo de Kulothunga Chola I. Ottakuttan escribió Kulothunga Solan Ula un poema exaltando las virtudes del rey Chola. Además sirvió en las cortes de tres de sus sucesores.
El impulso por producir literatura religiosa piadosa fue continuada en el período Chola y el ordenamiento del canon de Shivá (Saiva) en 11 libros fue el trabajo de Nambi Andar Nambi, que vivió a finales del siglo X. Sin embargo, relativamente son pocos los trabajos sobre la religión vaishnava (vishnuísmo) que fueron compuestos durante el período Chola, posiblemente debido a la animosidad evidente hacia los Vaishnavites por los monarcas del periodo Chaluka Chola. [50]

### Religión

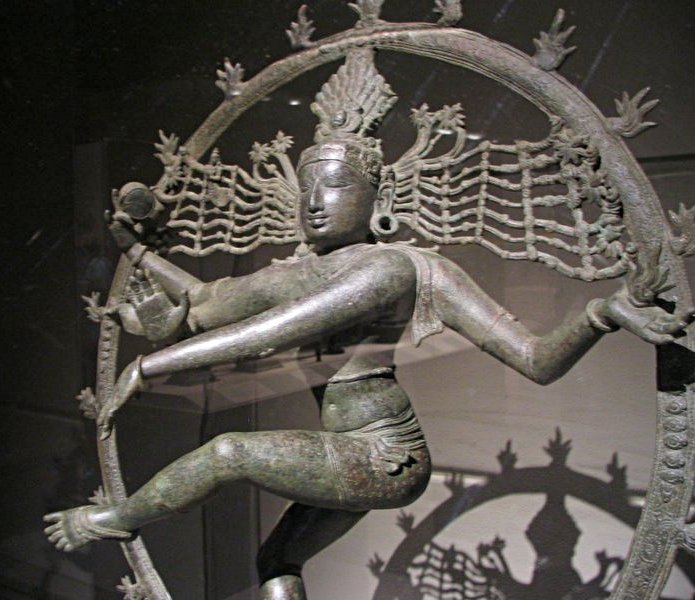
Estatua de Nataraja, Museo Metropolitano de Arte, New York.

Los Chola era generalmente seguidores del shivaísmo y del hinduismo. A través de su historia, no fueron influenciados por la presencia del budismo y del jainismo al igual que los reyes, los Pallavas y los Pandyas. Incluso durante el periodo temprano de los Cholas se siguió una versión clásica de la fe hindú. Hay evidencias en Purananuru sobre la fe de Karikala Chola en los orígenes del entonces hinduismo védico en el país tamil. Kocengannan, otro rey del periodo temprano Chola, fue exaltado en la literatura Sangam y en el canon de Saiva como un santo.
Durante los últimos periodos del reino fueron también shivaístas, aunque había un sentido de tolerancia hacia otras sectas y religiones. Parantaka I y Sundara Chola dotaron y construyeron los templos para Shivá y Vishnú.
Rajaraja Chola incluso patrocinó a los budistas, y construyó un Vihara (templo) en Nagapattinam a petición del rey Sailendra Srivijaya.
Durante el período Chalukya Chola, hubo casos de intolerancia hacia los vishnuistas (especialmente hacia Ramanuya, su líder). Esta intolerancia condujo a las persecuciones y Ramanuja se exilió en el país de los Chalukyas. Este líder condujo un levantamiento popular que dio lugar al asesinato de Athirajendra Chola.
Kulothunga Chola II es mencionado por haber quitado una estatua de Vishnú del templo de Shivá en Chidambaram. Hay amplia evidencia que Kulothunga II era un fanático religioso que deseó desbaratar la camaradería existente entre las creencias hindúes del país.

## En la cultura popular
La historia de la dinastía Chola ha inspirado a que muchos autores Tamil produzcan creaciones literarias y artísticas durante varias décadas. Estos trabajos de literatura popular han ayudado a continuar la memoria del gran pueblo Chola en las mentes de la gente Tamil. El trabajo más importante de este género es el popular Ponniyin Selvan (El hijo de Ponni), una novela histórica escrito en Tamil por Kalki Krishnamurthy.
Escrito en cinco volúmenes, narra la historia de Rajaraja Chola. Ponniyin Selvan se ocupa de los acontecimientos que conducen a la ascensión de Uttama Chola en el trono de Chola. Kalki había utilizado la confusión existente en la sucesión al trono de Chola después del fallecimiento de Sundara Chola. Este libro fue serializado en el periódico Tamil Kalki a mediados de los años cincuenta. La serialización duró por casi cinco años y cada semana su publicación era aguardada con gran interés por la población.
Kalki quizás puso las bases para esta novela en Parthiban Kanavu, un libro romántico e histórico, que se ocupa de las fortunas de un príncipe imaginario de Chola Vikraman que fue supuesto feudatario del rey Narasimhavarman I de Pallava durante el siglo VII. La historia se centra dentro del periodo inter reinos, durante el cual Chola estaba en una gran decadencia antes de que Vijayalaya Chola restableciera su dominio y poderío. Parthiban Kanavu también fue serializado en el semanario de Kalki durante los inicios de los años 50.
Sandilyan, otro novelista popular, escribió Kadal Pura en los años sesenta. Fue serializado en el semanario Tamil Kumudam. 
Kadal Pura se ubica durante el período en que Kulothunga Chola estaba en su exilio en el reino de Vengi, después de que le negaran el trono que era legítimamente suyo. Kadal Pura especula sobre la presencia de Kulothunga durante este período. El trabajo anterior de Sandilyan Yavana Rani escrito en los años sesenta se basa en la vida de Karikala Chola. Últimamente, Balakumaran escribió el opus Udaiyar basado en los acontecimientos que rodean la construcción de Rajaraja Chola del templo de Brihadisvara en Thanjavur.
Hubo producciones basadas en la vida de Rajaraja Chola durante los años 50 y en 1973, Shivaji Ganesan actuaba en la adaptación de una obra.

## Enlaces de interés
- Historia de la India
- Historia de Tamil Nadu